# Paperino e l'amuleto del cugino Gastone
Paperino e l'amuleto del cugino Gastone (Gladstone's Terrible Secret), conosciuta anche come Gastone e la prova del lavoro, è una storia a fumetti della Walt Disney realizzata dal grande cartoonist Carl Barks, pubblicata sul numero 140 del comic book Walt Disney's Comics and Stories , datato maggio 1952. In Italia è comparsa per la prima volta sul numero 45 del quindicinale Topolino del 25 giugno 1952. Questa avventura di Barks mostra l'esordio di un personaggio che farà strada nell'universo Disney: Archimede Pitagorico. Nonostante, in questo caso, il personaggio sia ancora abbozzato, già qualche anno dopo, diverrà uno dei maggiori protagonisti dei comic book statunitensi.

## La storia
Paperino, Zio Paperone e Qui, Quo, Qua, scoprono che il fortunatissimo cugino Gastone Paperone possiede un amuleto portafortuna, consistente nell'unica moneta che ha guadagnato lavorando.